# 17 شعبان
- السبت
- الأحد
- الاثنين
- الثلاثاء
- الأربعاء
- الخميس
- الجمعة

- 2525 يناير 2025
- 2626 يناير 2025
- 2727 يناير 2025
- 2828 يناير 2025
- 2929 يناير 2025
- 3030 يناير 2025
- 131 يناير 2025
- 21 فبراير 2025
- 32 فبراير 2025
- 43 فبراير 2025
- 54 فبراير 2025
- 65 فبراير 2025
- 76 فبراير 2025
- 87 فبراير 2025
- 98 فبراير 2025
- 109 فبراير 2025
- 1110 فبراير 2025
- 1211 فبراير 2025
- 1312 فبراير 2025
- 1413 فبراير 2025
- 1514 فبراير 2025
- 1615 فبراير 2025
- 1716 فبراير 2025
- 1817 فبراير 2025
- 1918 فبراير 2025
- 2019 فبراير 2025
- 2120 فبراير 2025
- 2221 فبراير 2025
- 2322 فبراير 2025
- 2423 فبراير 2025
- 2524 فبراير 2025
- 2625 فبراير 2025
- 2726 فبراير 2025
- 2827 فبراير 2025
- 2928 فبراير 2025

17 شعبان أو 17 شعبان المُعَظّم أو يوم 17 \ 8 (اليوم السابع عشر من الشهر الثامن) هو اليوم الرابع والعُشرون بعد المائتين (224) من أيَّام السنة (أو الخامس والعُشرون بعد المائتين لو كان شهر جمادى الآخرة مُتممًا لليوم الثلاثين أو السادس والعُشرون بعد المائتين لو أتم كلًا من صفر وربيع الآخر وجمادى الآخرة ثلاثين يومًا) وفق التقويم الهجري القمري (العربي). يبقى بعده 130 أو 131 يومًا لانتهاء السنة.

## أحداث
- 358 هـ - دخول «جوهر الصقلي» القائد الفاطمي مدينة الفسطاط، معلنًا سقوط الدولة الإخشيدية وقيام الدولة الفاطمية. وقد قام جوهر ببناء مدينة القاهرة؛ لتكون عاصمة للفاطميين، وإنشاء الجامع الأزهر.
- 1048 هـ - العثمانيون يستولون على مدينة بغداد بعد 39 يومًا من الحصار، منهين السيادة الصفوية الإيرانية عليها، التي استمرت 14 عامًا. وقتل من العثمانيين في هذه المعركة 5 آلاف جندي، وجرح 10 آلاف، وقتل من الصفويين 10 آلاف. وظلت بغداد بعد فتح مراد الرابع لها في حوزة العثمانيين حوالي 278 عامًا.
- 1087 هـ - الدولة العثمانية تُوَقِّع معاهدة زورون مع بولونيا؛ لتنتهي بذلك الحرب التي استمرت بينهما أربع سنوات.
- 1270 هـ - إنشاء خط «إستانبول - فارنا - قرم» الواقعة حالية في أوكرانيا الذي يُعَدّ من أوائل الشبكات اللاسلكية في العالم. وقد ساعد هذا الخط في نقل أخبار الحرب الروسية العثمانية المسماة «حرب القرم».
- 1336 هـ - الإعلان عن استقلال أفغانستان عن المملكة المتحدة.
- 1354 هـ - اندلاع انتفاضة شعبية في مصر ضد الاحتلال البريطاني والحكومة التي يرأسها محمد توفيق نسيم باشا وذلك بعد خمسة سنوات من قيام حكومة إسماعيل صدقي بإلغاء «دستور 1923» الذي كان يضمن قدر كبير من السلطة للشعب وأصدرت بدلًا منه «دستور 1930» الذي منح الملك سلطات في تعيين وعزل الحكومات.
- 1383 هـ - الفريق أيوب خان يتولى رئاسة باكستان.
- 1394 هـ - إنشاء الصندوق العربي للمعونة الفنية للدول العربية والأفريقية.
- 1400 هـ - صدور قرار مجلس الأمن التابع للأمم المتحدة رقم 476 والذي شجب ضم القدس الشرقية إلى إسرائيل.
- 1402 هـ - طائرات القوات الجوية الإسرائيلية تشن هجوم جوي كثيف على مواقع الدفاعي الجوي السوري في البقاع اللبناني وتدمر معظمها وذلك في إطار الحرب التي تشنها على لبنان.
- 1423 هـ - اقتحام مجموعة شيشانية مسلحة مكونة من 40 شخصًا تقريبًا قاعة للموسيقى في العاصمة الروسية موسكو واحتجاز حوالي 700 من الرهائن الحاضرين بالقاعة.
- 1434 هـ - تنحي حمد بن خليفة آل ثاني عن إمارة قطر وإعلان تميم بن حمد بن خليفة آل ثاني أميرًا للبلاد.
- 1445 هـ - رئيس السلطة الوطنية الفلسطينية محمود عباس يقبل استقالة حكومة محمد اشتية ويُكلفها بتسيير الأعمال لحين تشكيل حكومة جديدة.
- 1446 هـ - علماء آثار يعلنون أن المقبرة الملكية المكتشفة سنة 2022 قرب الأقصر تعود للفرعون تحتمس الثاني.

## مواليد
- 1296 هـ - ساطع الحصري، مفكر سوري وأحد مؤسسي الفكر القومي العربي.
- 1368 هـ - عبد الله الحبيل، ممثل كويتي.
- 1402 هـ - فهد الفرحان، لاعب كرة قدم كويتي.
- 1407 هـ - أمل العنبري، مغنية وممثلة مغربية.
- 1416 هـ - ليلى عبد الله، ممثلة لبنانية تعيش في الكويت.

## وفيات
- 590 هـ - ابن الفخار الأنصاري، عالم مسلم أندلسي.
- 807 هـ - تيمورلنك، زعيم مغولي.
- 1291 هـ - أحمد بن أبي الضياف، سياسي ومؤرخ وإصلاحي تونسي.
- 1338هـ - بدر الدين الكيلاني، فقيه مسلم وسياسي وشاعر سوري.
- 1412 هـ - محمد أسد، كاتب ومفكر مسلم نمساوي.
- 1433 هـ - هاني الحسن، سياسي فلسطينية.
- 1434 هـ - تيسير العدينات، شاعر أردني.
- 1435 هـ - فتحية العسال، كاتبة مصرية.
- 1441 هـ - عبد الرحمن أبو القاسم، ممثل فلسطيني.

## وصلات خارجية
- موقع قصة الإسلام: حدث في شهر شعبان.